# Peter Konwitschny
Peter Konwitschny (født 21. januar 1945) er en tysk opera- og teaterinstruktør fra Frankfurt am Main.

## Biografi
Peter Konwitschny voksede op i Leipzig, hvor hans far var førstedirigent af Gewandhausorchester Leipzig. Efter at have læst fysik og opgivet det studerede Peter Konwitschny til teaterinstruktør i årene fra 1965 til 1970 i Berlin.
I 70'erne arbejdede Konwitschny som instruktørassistent for Ruth Berghaus ved Berliner Ensemble. Fra 1980 etablerede han sig som free-lance-instruktør og indstuderede både opera og skuespil i Berlin, Halle, Greifswald og Rostock. Fra 1986-1990 var han ledende instruktør ved Landestheater i Halle. Hans opsætninger af Händels operaer Rinaldo, Aci, Galatea e Polifemo og Tamerlano samt operaerne Rigoletto og Carmen har fået god kritik.
Selvom Konwitschny havde en basis som vesttysk operainstruktør (Hertug Blåskægs borg i Kassel i 1987 og Fidelio i Basel i 1989), var det først efter Berlinmurens fald, at der kom gang i hans internationale karriere. Efter operaer af Puccini og Rossini i Graz, Leipzig og Basel tog Konwitschny fat på Wagner: Parsifal på Bayerische Staatsoper i 1995, Tannhäuser på Semperoper i Dresden i 1997, Lohengrin på Hamburgische Staatsoper i 1998, Tristan und Isolde
på Bayerische Staatsoper i 1998 samt en meget rost Götterdämmerung på Staatsoper Stuttgart i 2000.
I Hamborg har Konwitschny samarbejdet med dirigenten Ingo Metzmacher om Alban Bergs Lulu, Richard Wagners Die Meistersinger von Nürnberg og Arnold Schönbergs Moses und Aron. I 2004 instruerede han Wagners Der fliegende Holländer på Bolsjojteatret i Moskva. I 2005 fulgte Richard Strauss' Elektra i København og i 2009 satte han Salome op i Amsterdam. Siden 2008 har Peter Konwitschny været ledende instruktør på Oper Leipzig.

## Æresbevisninger og priser
- 1988: Kunstpreis der DDR
- 1992: Konrad Wolf-prisen fra Akademie der Künste i Berlin
- 1997: Bundesverdienstkreuz
- 1998: Årets instruktør, Opernwelt-Magazin
- 1999: Årets instruktør, Opernwelt-Magazin
- 2000: Årets instruktør, Opernwelt-Magazin
- 2005: Theaterpreis Berlin

Peter Konwitschny er æresprofessor ved Hochschule für Musik Hanns Eisler i Berlin og medlem af Akademie der Künste i samme by.

## Ros og kritik
Nogle af Konwitschnys fortolkninger ligger langt fra komponisternes og skuespilforfatternes oprindelige ideer og intentioner: Hans opsætning i 2000 i Dresden af Die Csárdásfürstin, en operette af Emmerich Kálmán, foregik fx i en skyttegrav under Første verdenskrig og medførte skandale og retssag, da ledelsen på Semperoper annullerede to scener fra Konwitschnys produktion.